# Вукотич, Милена (актриса)
Миле́на Ву́котич (Milena Vukotic, родилась 23 апреля 1935 года) — итальянская актриса кино и театра.

## Биография
Милена родилась в Риме, в семье драматурга сербско-черногорского происхождения и итальянской пианистки. Училась актёрскому мастерству и танцам в Италии и Франции.
Дебютировала в кино в 1960 году в опере Дамиано Дамиани «Наёмный убийца» (Il sicario). Снялась в 118 фильмах, в том числе работала с крупнейшими режиссёрами мира (Бунюэль, Феллини, Андрей Тарковский и др.)
В 2007 году она работала в фильмах Ферзана Озпетека «Сатурн в противофазе», в которых она играет угрюмую медсестру, и «Идеальный день» в эпизодической роли учительницы. В том же году она была награждена итальянской ежегодной кинопремией «Ciak d’oro».

## Фильмография
- 1961 — Приходи в сентябре — Мелинда (в титрах не указана)
- 1962 — Завоевание Коринфа — Ancella
- 1964 — Чудовище оперы — Карлотта
- 1965 — На этот раз поговорим о мужчинах
- 1965 — Джульетта и духи — Елизавета, горничная
- 1966 — Рита-надоеда
- 1966 — Архидьявол
- 1967 — Укрощение строптивой
- 1968 — Три шага в бреду — телерепортёр
- 1972 — Скромное обаяние буржуазии — Инес
- 1974 — Кровь для Дракулы — Эсмеральда
- 1974 — Призрак свободы — L’infirmière, Nurse
- 1975 — Акт агрессии / L’Agression
- 1975 — Мои друзья — Alice Mascetti
- 1977 — Этот смутный объект желания — женщина в поезде
- 1979 — Суббота, воскресенье и пятница — Клелия'
- 1979 — Терраса — Эмануэла
- 1980 — Хозяйка гостиницы — Deianira
- 1980 — Воскресные любовники — Нора
- 1980 — Фантоцци против всех — Пина Фантоцци
- 1982 — Монсеньор — Сестра Верна
- 1982 — Мои друзья-2 — Alice Mascetti
- 1983 — Луна в сточной канаве — Фрида
- 1983 — Ностальгия — Civil Servant
- 1983 — Арс Аманди, или Искусство любви — Modestina
- 1983 — Фантоцци страдает снова — Пина Фантоцци
- 1983 — Дом с жёлтым ковром — психиатр
- 1986 — Макс, моя любовь — мать Маргарет
- 1987 — Анна — Ирена Кралова
- 1987 — У богатых свои привычки — врач
- 1988 — Анна (продолжение сериала 1987) — Ирена Кралова
- 1988 — Фантоцци уходит на пенсию — Пина Фантоцци
- 1990 — Фантоцци берёт реванш — Пина Фантоцци
- 1992 — В моей комнате
- 1993 — Фантоцци в раю — Пина Фантоцци
- 1996 — Сказка
- 1996 — Возвращение Фантоцци — Пина Фантоцци
- 1999 — Фантоцци 2000: Клонирование — Пина Фантоцци
- 2004 — Хорошая женщина
- 2007 — Сатурн против — Марта
- 2010 — Письма к Джульетте — одна из «секретарей Джульетты»

## Награды и номинации

### Номинации
- 2014 — Премия «Давид ди Донателло» за лучшую женскую роль второго плана Armida Barbisan в Не в стульях счастье[итал.]